# Électorat de Salzbourg
1803–1805
Entités précédentes :
- Principauté archiépiscopale de Salzbourg

Entités suivantes :
- Duché de Salzbourg (1849)
au sein de l'empire d'Autriche

L'électorat de Salzbourg (en allemand : Kurfürstentum Salzburg) est une principauté-électorale éphémère du Saint-Empire romain germanique. Il est créé lors du recès d'Empire en 1803, par lequel Ferdinand III de Toscane, l'ancien grand-duc de Toscane, reçoit la dignité de prince-électeur. La capitale de l'électorat est Salzbourg ; son territoire correspond à peu près à celui de l'actuel Land de Salzbourg.

## Histoire

Ferdinand III, grand-duc de Toscane (1797).

En 1803, la principauté archiépiscopale de Salzbourg est sécularisée et est érigée en électorat pour Ferdinand III, issu de la maison de Habsbourg-Lorraine, un frère cadet de l'empereur François Ier. L'ancien grand-duc est contraint de fuir le grand-duché de Toscane pendant la guerre de la Deuxième Coalition en 1799. Par le traité de Lunéville, signé le 9 février 1801, il renonce à son grand-duché en faveur des ducs de Parme et Plaisance.
En compensation, Napoléon Ier lui promet le nouvel électorat de Salzbourg, décidé par un contrat conclu avec l'empereur François II le 26 décembre 1802. Le territoire sécularisé comprend, en plus de l'archevêché de Salzbourg, la prévôté de Berchtesgaden et des parties des évêchés (Hochstift) de Passau et d'Eichstätt au nord de la Bavière. Le 11 février 1803, le dernier prince-archevêque de Salzbourg, Hieronymus von Colloredo-Mansfeld, renonce à ses droits en tant que souverain temporel ; quatre jours plus tard, la dignité électorale est remise à Ferdinand III.
En 1805, par le traité de Presbourg, l'électorat de Salzbourg est cédé à l'empire d'Autriche. La principauté épiscopale d'Eichstätt et une partie de celle de Passau sont cédées au royaume de Bavière. En compensation, Ferdinand III reçoit le grand-duché de Wurtzbourg, également érigée en électorat. Lors de la dissolution du Saint-Empire en 1806, la dignité électorale s'éteint.
Après le traité de Schönbrunn en 1809, Salzbourg est cédé à la Bavière et incorporé au cercle de la Salzach (Salzachkreis). Lors du traité de Paris en 1814, la plus grande partie fait son retour à l'empire d'Autriche et, par le traité de Munich deux ans plus tard, est incorporée au cercle de Salzbourg (Salzburgkreis) au sein de la Haute-Autriche. Le duché de Salzbourg n'est mis en place qu'en 1849.